# Mammillaria canelensis
Mammillaria canelensis ist eine Pflanzenart aus der Gattung Mammillaria in der Familie der Kakteengewächse (Cactaceae). Das Artepitheton canelensis bedeutet ‚bei Canela vorkommend‘.

## Beschreibung
Mammillaria canelensis wächst einzeln  und später mehrköpfig. Die kugeligen Pflanzenkörper werden bis zu 5 Zentimeter hoch und höher und bis zu 11 Zentimeter im Durchmesser groß. Die konischen Warzen sind mit Milchsaft. Die Axillen sind mit dichter langer Wolle und Borsten besetzt. Die 2 bis 4 Mitteldornen (gelegentlich bis zu 10) sind nadelig, steif, manchmal gerade meist gebogen. Sie sind orange-gelb bis rötlich-braun und werden bis zu 3 Zentimeter lang. Die 8 bis 25 Randdornen sind nadelig weiß und werden 0,5 bis 1,5 Zentimeter lang. 
Die Blüten sind gelb oder auch rosa. Sie werden bis zu 1,5 Zentimeter lang und 1,5 Zentimeter im Durchmesser groß. Die Früchte sind mehr oder weniger purpurrot gefärbt. Sie enthalten braune Samen.

## Verbreitung und Systematik
Mammillaria canelensis ist in dem  mexikanischen Bundesstaat Chihuahua verbreitet.
Die Erstbeschreibung erfolgte 1945 durch Robert T. Craig. Ein nomenklatorisches Synonym ist Neomammillaria canelensis (R.T.Craig) Y.Itô (1981).

## Nachweise